# Mick Tucker
Mick Tucker (17. července 1947 – 14. února 2002) byl anglický bubeník. Počínaje rokem 1965 působil ve skupině Wainwright's Gentlemen, jejímž zpěvákem byl Ian Gillan, pozdější frontman kapely Deep Purple. Toho později nahradil Brian Connolly. Když oba z kapely odešli, dali spolu s kytaristou Frankem Torpeyem a baskytaristou Stevem Priestem dohromady skupinu Sweetshop. Ta si později zkrátila název na Sweet a v sedmdesátých letech, po příchodu kytaristy Andyho Scotta, uvedla řadu hitových singlů. Tucker ve skupině zůstal až do jejího rozpadu v roce 1981. Počínaje rokem 1985 působil v obnovené skupině Sweet, v níž z klasické sestavy hrál pouze Andy Scott. Mick Turner zemřel na leukemii ve věku 54 let. Pět let před smrtí mu byla transplantována kostní dřeň jeho bratra. Byl ženatý a měl jednu dceru.